# NGC 3767
NGC 3767 is een lensvormig sterrenstelsel in het sterrenbeeld Leeuw. Het hemelobject werd op 17 maart 1831 ontdekt door de Britse astronoom John Herschel.

## Synoniemen
- UGC 6590
- MCG 3-30-23
- ZWG 97.31
- NPM1G +17.0361
- IRAS 11346+1708
- PGC 35969